# Hapsinotus parvatus
Hapsinotus parvatus là một loài tò vò trong họ Ichneumonidae.